# Stiff Little Fingers
Stiff Little Fingers est un groupe de punk rock nord-Irlandais originaire de Belfast. Formé en 1977, le groupe fit ses débuts sous le nom de Highway Star, tiré du titre d’une chanson de Deep Purple, et fait essentiellement des reprises de hard rock.
À la suite de l’explosion du punk rock en 1976, ils changèrent radicalement leur orientation musicale. Ils empruntent alors leur nom à une chanson des Vibrators. Leurs chansons décrivent la difficulté de la vie en Irlande du Nord, du fait des clivages religieux et du climat de guerre civile. Les membres étaient issus à la fois des communautés protestantes et catholiques. Leurs premiers 45 tours reçurent un accueil favorable, notamment de la part de John Peel, le DJ de la BBC Radio 1.
Après avoir réalisé six albums, le groupe se sépara en 1982 pour finalement se reformer en 1987. Les membres du groupe ont beaucoup changés depuis leurs débuts: à l’heure actuelle Jake Burns (en), le chanteur, est le seul membre qui ait été présent dans toutes les formations. En mars 2006, le bassiste d’origine Ali McMordie les rejoignit après le départ de Bruce Foxton (en), ex-bassiste des « Jam ».

## Biographie

### Débuts
Avant de devenir Stiff Little Fingers, Jake Burns (chanteur et guitariste), Henry Cluney (guitariste), Gordon Blair (bassiste) et Brian Faloon (batteur) jouaient comme groupe de rock, plus précisément comme cover band à Belfast. Après le départ de Gordon Blair (qui ira dans un autre groupe de Belfast appelé « Rudi »), Ali McMordie se joint à eux à la basse. Cluney découvrit le punk durant cette période, ce qu’il fit connaître au reste du groupe. Ils jugent dès lors leur nom « Highway Star » comme pas assez punk et, après avoir hésité avec le nom « The Fast », ils se rebaptisèrent « Stiff Little Fingers », d’après la chanson homonyme des « Vibrators». C’est en jouant un concert au Glenmachan Hotel qu’ils rencontrèrent le journaliste Gordon Ogilvie (en), qui les invitera à une soirée chez Colin McClelland, journaliste avec lequel correspondra Burns. Les membres étaient issus à la fois des communautés protestantes et catholiques.

### Premiers enregistrements
Ogilvie s’arrangera pour aider le groupe à enregistrer chez une chaîne de radio locale dans un studio habituellement adapté pour les jingles et y enregistrèrent Suspect Device. Le single fut édité sous format cassette et un exemplaire du single est envoyé à John Peel, qui le fera jouer à longueur de journée — attirant l’attention du label Rough Trade. Le single est alors édité sous le propre label du groupe (Rigid Digits) et vendu à 30 000 exemplaires. « Alternative Ulster », leur second single, fut publié dans un fanzine homonyme.
Dans la seconde moitié de 1978, ils firent une tournée avec le Tom Robinson Band et en 1979, ils publièrent « Inflammable Material » (leur premier album studio) chez Rough Trade Label. Le groupe signa ensuite un contrat avec Island Records qui tombera à l’eau, poussant ainsi le groupe à le produire avec son propre label. Malgré sa sortie indépendante, l’album atteignit la 14e place de la « UK Albums Chart » et fut certifié disque d’argent (100 000 exemplaires à l’époque). « Inflammable Material » est leur premier album distribué par Rough Trade Records et le premier indépendant à atteindre les classements britanniques. Ils se délocaliseront à Londres, ce qui mènera au départ de Brian Faloon et Colin McClelland. Jim Reilly (en) devint alors leur batteur pour le single Gotta Gettaway et pendant leur tournée « Rock Against Racism ». Durant l’été 1979, Stiff Little Fingers signa avec le label Chrysalis Records et publia en 1980 un deuxième album appelé Nobody's Heroes.

### Séparation
En 1982 sort un EP de quatre titres intitulé « £1.10 or Less » et un quatrième album appelé « Now Then… » (en réalité, leur cinquième album, après avoir publié « Hanx » comme troisième album officiel entre « Nobody’s Heroes » et Go for it. « Now Then » fit participer pour la première fois le batteur Dolphin Taylor du groupe Tom Robinson. À cause de la faiblesse des ventes et du nombre de spectateurs à leurs concerts, ils se séparèrent en 1983, Burns expliquant : « Notre dernier LP “Now Then” est pour moi le meilleur du groupe. Mais malheureusement, c’est probablement le mieux qu’on puisse faire, alors j’ai décidé de dissoudre le groupe. »

### Retour
Après son départ des SLF, Burns joua dans un groupe local avec Bruce Foxton (en), l’ancien bassiste des « Jam ». Ils enregistrèrent deux démos mais Foxton se consacre à un album solo, ce qui mettra fin à leur collaboration. En 1987, le groupe se reforma et initialement, ils devaient se réunir temporairement avant que ce ne soit définitif. Ali McMordie décida de ne pas se consacrer au groupe à plein temps et de partir : il est alors remplacé par Bruce Foxton pour l’enregistrement de l’album « Flags and Emblems » de 1991. En Grande-Bretagne, le single Beirut Moon tiré de l’album fut retiré des ventes dès le premier jour, car il critiquait le gouvernement qui n’agissait pas en faveur de la libération de John McCarthy (en), un journaliste alors retenu en otage au Liban.
En 1993, on demanda à Henry Cluney de quitter le groupe et le trio — Jake Burns, Bruce Foxton et Dolphin Taylor — continuèrent ensemble pendant les quatre années qui suivirent et furent rejoints sur scène par Dave Sharp et/ou Ian McCallum. En 1994, ils publièrent « Get a Life » au Royaume-Uni et en 1996 en Amérique du Nord. À la fin de 1996, Taylor quitta le groupe à cause de contraintes familiales. Burns recruta Steve Grantley qui avait joué pour Jake Burns and the Big Wheel à la fin des années 1980. Le trio, composé de Burns, Foxton et Grantley, enregistra « Tinderbox » en 1997 avec l’aide d’Ian McCallum, qui se joindra à eux pour l’album « Hope Street ». Cette même formation enregistrera « Guitar and Drum » en 2003.

### Changement de formation

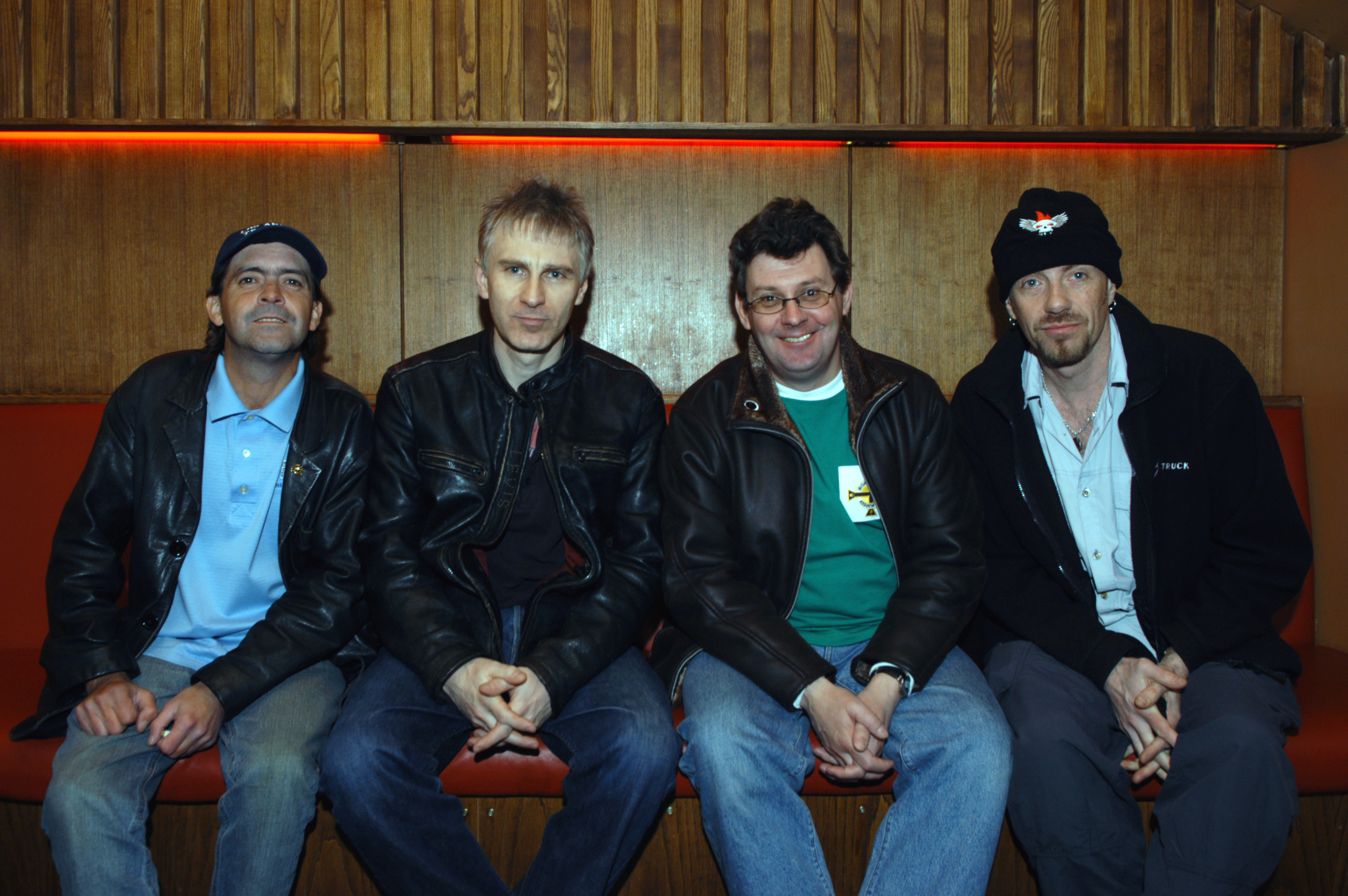
Stiff Little Fingers — de gauche à droite : Ian McCallum, Steve Grantley, Jake Burns et Ali McMordie.

Le 18 janvier 2006, SLF publia une annonce révélant le départ immédiat de Bruce Foxton. Le 23 janvier 2006, ils annoncent le retour de leur premier bassiste, Ali McMordie, pour leur tournée à suivre en mars. Le 25 mai 2006, SLF annonce qu’Ian McCallum ne pourra pas se joindre à eux pour leur tournée américaine pour des raisons de santé. John Haggerty de Pegboy et Naked Raygun les rejoint à la guitare. McCallum se joindra ensuite de nouveau au groupe. Le 9 mars 2007, Burns annonça l’enregistrement d’un nouvel album des Stiff Little Fingers qui sera terminé à la fin de 2007. Ils présentèrent la chanson Liars Club en concert.
Le 16 octobre 2013, le groupe lança un projet sur PledgeMusic afin de récolter des fonds pour produire un nouvel album en 2014. Le projet obtint les fonds nécessaires en cinq heures seulement. Ils révélèrent le titre, No Going Back, qu’ils annoncèrent pour mars 2014 sur PledgeMusic et pour le 11 août 2014 pour le grand public. Ils jouèrent en son soutien[pas clair] en automne 2014, notamment avec des groupes comme The Offspring, Bad Religion, The Vandals, Pennywise et Naked Raygun.

## Membres

### Membres actuels
- Jake Burns (en) — chant, guitare (1977–1982 et depuis 1987)
- Ali McMordie — basse (1977–1982, 1987–1991 et depuis 2006)
- Ian McCallum — guitare (depuis 1993)
- Steve Grantley — batterie (depuis 1996)

### Anciens membres
- Henry Cluney — guitare (1977–1982, 1987–1993)
- Dave Sharp — guitare (1993–1997)
- Gordon Blair — basse (1977)
- Bruce Foxton (en) — basse (1991–2006)
- Brian Faloon — batterie (1977–1979)
- Jim Reilly — batterie (1979–1981)
- Dolphin Taylor — batterie (1981–1982, 1987–1996)

## Discographie

### Albums studio
- 1979 : Inflammable Material
- 1980 : Nobody's Heroes
- 1981 : Go for It
- 1982 : Now Then...
- 1991 : Flags and Emblems
- 1994 : Get a Life
- 1997 : Tinderbox
- 1999 : Hope Street
- 2004 : Guitar and Drum

### Singles et EP
- Suspect Device, 1978.
- Alternative Ulster, 1978.
- Gotta Gettaway, 1979.
- Straw Dogs, 1979.
- At the Edge, 1980.
- Nobody's Hero, 1980.
- Back to Front, 1980.
- Just Fade Away, 1981.
- Silver Lining, 1981.
- £1.10 Or Less EP  (Listen / That’s When Your Blood Bumps / Sad-Eyed People / Two Guitars Clash), 1982.
- Talkback, 1982.
- Bits of Kids, 1982.
- Price of Admission, 1982.
- Beirut Moon, 1991.
- Get a Life, 1994.
- Guitar and Drum, 2004.
- No Going Back, 2014.

### Compilations
- All the Best, 1983
- Greatest Hits Live, 1988
- No Sleep 'Til Belfast, 1988
- Tin Soldiers, 2000.
- The Radio One Sessions, 2003.

### Albums en concert
- The Christmas Album, 1979.
- Broken Fingers/Live In Aberdeen, 1979.
- Hanx, 1980.
- Live and Loud, 1988
- See You Up There, 1989.
- Alternative Chartbusters, 1991.
- Fly The Flags, 1994 (ou 1991 selon les sources)
- Fifteen and Counting... Live at the Barrowland 17th March 2006, 2006.
- Live In Aberdeen 1979, 2007.

Ils firent également la bande originale du jeu « Pro Pinball: Timeshock! » en 1997.